# Уборная история — любовная история
«Уборная история — любовная история» — российский короткометражный мультипликационный фильм 2007 года, поставленный режиссёром Константином Бронзитом. Номинант на премию «Оскар».

## Сюжет
Сотрудница общественного туалета находит на рабочем месте букеты цветов. Она переживает по этому поводу, но в конце концов находит дарителя.

## Создатели
| Автор сценария               | Константин Бронзит                                                                              |
| Режиссёр                     | Константин Бронзит                                                                              |
| Автор идеи                   | Дмитрий Высоцкий                                                                                |
| Продюсеры                    | Сергей Сельянов, Александр Боярский                                                             |
| Композитор                   | Валентин Васенков                                                                               |
| Звукорежиссёр                | Владимир Голоунин                                                                               |
| Аниматоры                    | Константин Бронзит, Александра Шоха, Алексей Пичужин                                            |
| Художники-прорисовщики       | Анна Миронова, Екатерина Рябкова                                                                |
| Художники-заливщики          | Екатерина Боричевская, Ирина Бравая, Юлия Каюгина, Елена Коваль, Аглая Миронова, Майя Смородина |
| Отдельная благодарность      | Анатолию Прохорову                                                                              |
| Компьютеры обеспеченны       | Романом Смородиным                                                                              |
| Перезапись                   | Студия «Миди-Синема»                                                                            |
| Цифровой перевод изображения | «Классика-фильм»                                                                                |

## Награды
- МФ Anima Mundi в Сан-Пауло — лучший анимационный фильм[2]
- МФ «Золотая рыбка» — лучший юмористический фильм[3]